# Söderköpingsvägen

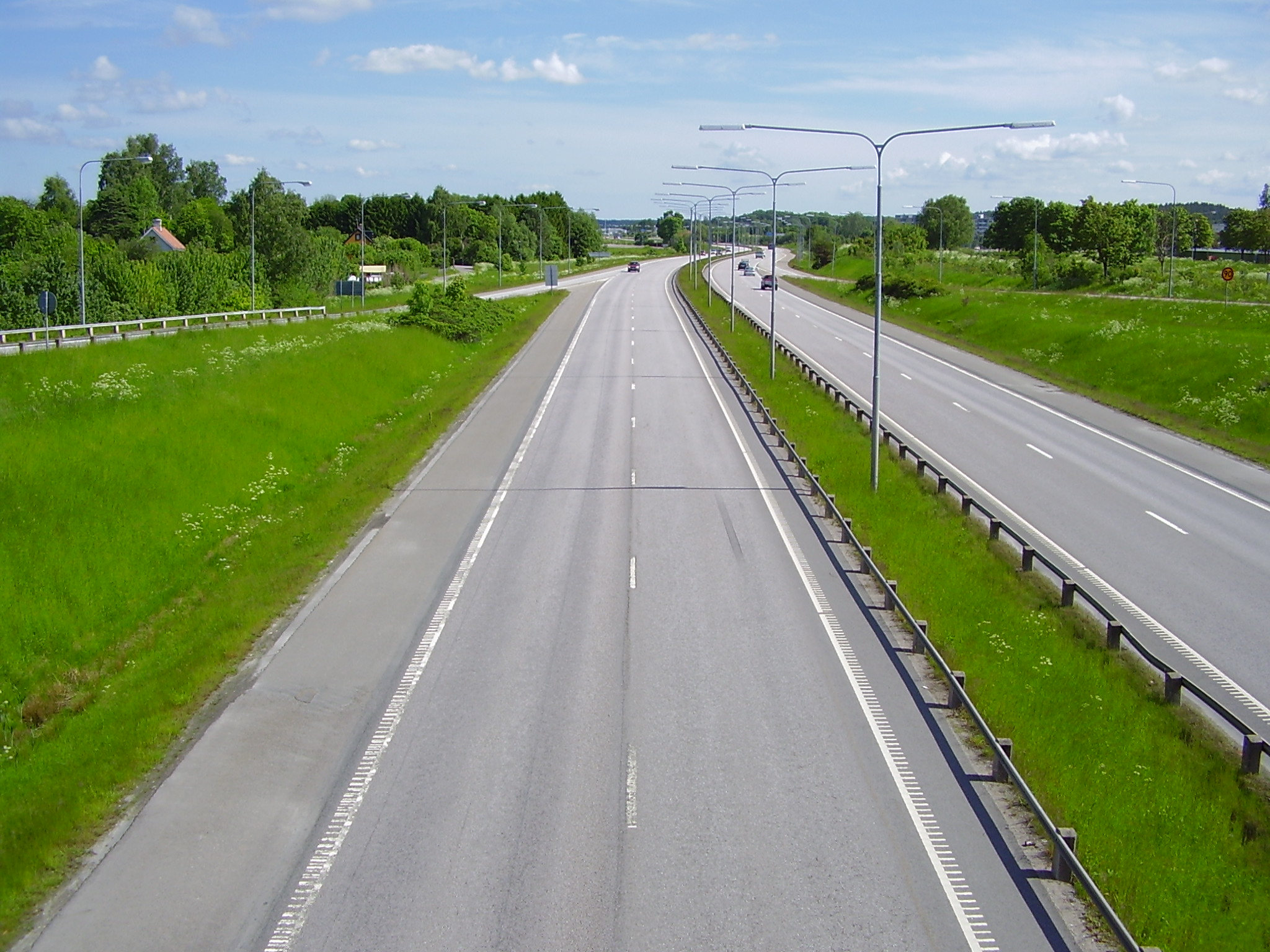
Söderköpingsvägen vid Brånnestad/Navestad.

Söderköpingsvägen är en utfartsväg från Norrköping och en del av Europaväg 22. Den börjar vid Norrköpings innerstad och löper bland annat genom förorterna Hageby, Brånnestad och Navestad. De första kilometerna norrifrån har vägen motorvägsstandard.